# Liste von Kriegerdenkmalen im Landkreis Anhalt-Bitterfeld
Die Liste von Kriegerdenkmalen im Saalekreis enthält Kriegerdenkmale im sachsen-anhaltischen Landkreis Anhalt-Bitterfeld.

## Historische Entwicklung
Zeitgenössische deutsche Kriegerdenkmale als Mahnmal, Gedenk- und Erinnerungsstätte an Kriegsteilnehmer sowie Gefallene, Verwundete und Vermisste entstanden mit Beginn des 19. Jahrhunderts. Vor dieser Zeit wurden überwiegend nur Denkmale einzelnen Personen wie beispielsweise Heerführern, Königen oder Kaisern gewidmet. Ab Anfang des 19. Jahrhunderts wurde damit begonnen auch den einzelnen Krieger in den Mittelpunkt zu stellen und ab Mitte des 19. Jahrhunderts wurden sie, fast überwiegend die Gefallenen und Vermissten, mit Kriegerdenkmalen geehrt.
Bis nach Ende des Zweiten Weltkriegs wurden viele der Kriegerdenkmale um Gefallene weiterer Kriege erweitert und teilweise umgebaut.
Die ältesten Kriegerdenkmale im Landkreis Anhalt-Bitterfeld datieren auf den Anfang des 19. Jahrhunderts und sind Soldaten ab der Völkerschlacht 1813 (zumeist errichtet zum 100. Gedenktag 1913), dem Deutschen Krieg 1866 sowie dem Deutsch-Französischen Krieg 1870/1871 und den beiden Weltkriegen gewidmet.

## Liste der Kriegerdenkmale
| Ort             | Anlass                                                        | Erfassungsnummer | Koordinaten                      | Kurzbeschreibung | Bild                           |
| --------------- | ------------------------------------------------------------- | ---------------- | -------------------------------- | --- | ------------------------------ |
| Baasdorf        | Erster Weltkrieg                                              | 094 70889        | 51° 42′ 25,4″ N, 11° 58′ 57,9″ O | Denkmal auf dem Gelände der Dorfkirche Baasdorf mit eigener Erfassungsnummer als Baudenkmal. Mit vier Blendsäulen flankierte Stele auf gestuftem Podest, gekrönt von einem auf Eichenlaub stehenden Eisernen Kreuz. | Kriegerdenkmal Baasdorf        |
| Badewitz        | Erster Weltkrieg und Zweiter Weltkrieg                        | -                | 52° 1′ 13,7″ N, 12° 9′ 39,4″ O   | Denkmal im Ortszentrum von Badewitz, Natursteinmauer mit von einem Kreuz bekrönter Inschriftentafel. | Kriegerdenkmal Badewitz        |
| Burgkemnitz     | Erster Weltkrieg und Zweiter Weltkrieg                        | 094 96604        | 51° 40′ 59,2″ N, 12° 24′ 17,9″ O | Denkmal in Form eines behauenen Findlings aus dem Tagebau Gröbern mit einer Inschrift und zwei Gedenktafeln. Ursprüngliches Denkmal von 1924 war verwittert und fragmentiert, das aktuelle wurde 1996 errichtet. | Kriegerdenkmal Burgkemnitz     |
| Chörau          | Erster Weltkrieg                                              | 094 70260        | 51° 48′ 56,5″ N, 12° 6′ 52,6″ O  | Denkmal in Form eines aufrecht stehenden behauenen Findlings mit Inschriften und Namen von Gefallenen des Ersten Weltkriegs sowie einer später ergänzten davor liegenden Platte mit Namen von Gefallenen des Zweiten Weltkriegs. | Kriegerdenkmal Chörau          |
| Elsnigk         | Erster Weltkrieg                                              | 094 70759        | 51° 47′ 31,7″ N, 12° 3′ 21,5″ O  | Denkmal in Form eines auf einem Sockel stehenden großen Grabsteins, im oberen Bereich mit dem Relief eines Eisernen Kreuzes und darunter eine Tafel mit der Inschrift: Zum ehrenden Gedenken an die Gefallenen und Vermissten der beiden Weltkriege und an die Opfer der Gewaltherrschaft                                                                     | Kriegerdenkmal Elsnigk         |
| Gossa           | Erster Weltkrieg                                              | 094 96397        | 51° 40′ 11,8″ N, 12° 26′ 44,4″ O | Denkmal in Form einer Stele auf einem gestuften Sockel, gekrönt von einer Kugel aus Sandstein, mit eingelassener schwarzer Granit-Tafel mit den Namen von Gefallenen der damaligen Gemeinde. | Kriegerdenkmal Gossa           |
| Gröbern         | Erster Weltkrieg                                              | 094 96402        | 51° 41′ 28,1″ N, 12° 27′ 5,4″ O  | Auf einem gestuften Sockel, stehender übergroßer Grabstein mit eingelassener schwarzer Tafel mit den Namen von Gefallenen, im unteren Bereich mit dem Relief eines Kranzes und im oberen Bereich mit einem Stahlhelm vor Eichenlaub verziert und gekrönt von einem Eisernen Kreuz.                                                                            | Kriegerdenkmal Gröbern         |
| Hinsdorf        | Erster Weltkrieg                                              | 094 70783        | 51° 43′ 19,3″ N, 12° 9′ 6″ O     | Denkmal in Form einer Stele auf einem mehrstufigen Sockel, verziert mit dem Relief eines Eisernen Kreuzes und gekrönt von einem auf Eichenlaub ruhenden Stahlhelm. An den Seiten Namensfelder mit den Namen von Gefallenen. | Kriegerdenkmal Hinsdorf        |
| Kleinzerbst     | Erster Weltkrieg                                              | 094 18161        | 51° 48′ 45,3″ N, 12° 3′ 24,9″ O  | Denkmal in Form eines aufrecht stehenden behauenen Findlings gekrönt von einem Adler mit offenen Schwingen und eingelassener ovaler Tafel mit Namen von Gefallenen des Ersten Weltkriegs sowie einer später ergänzten rechteckigen Tafel mit Gefallenen des Zweiten Weltkriegs.                                                                               | Kriegerdenkmal Kleinzerbst     |
| Kühren          | Erster Weltkrieg                                              | 094 71518        | 51° 51′ 38,1″ N, 11° 59′ 1,8″ O  | Denkmal in Form einer aufrecht auf einem Sockel stehenden behauenen und vorderseitig geschliffenen Stele aus Granit, gekrönt von einem Adler mit offenen Schwingen und verziert mit einem Eisernen Kreuz sowie einer Tafel mit Namen von Gefallenen des Ersten Weltkriegs sowie einer später ergänzten Tafel mit Namen von Gefallenen des Zweiten Weltkriegs. | Kriegerdenkmal Kühren          |
| Marke           | Erster Weltkrieg                                              | 094 95416        | 51° 43′ 33,1″ N, 12° 14′ 55,4″ O | Denkmal in Form eines aufrecht auf einem Sockel stehenden behauenen Findlings umrandet von Feldsteinen, mit einem Relief eines Stahlhelmes vor Schwert und Eichenlaub. Die Inschriften sind stark verwittert, die Namen von Gefallenen noch lesbar. | Kriegerdenkmal Marke           |
| Mennewitz       | Erster Weltkrieg                                              | 094 70757        | 51° 50′ 43,7″ N, 11° 58′ 59,9″ O | Denkmal in Form einer aufrecht auf einem Sockel stehenden Stele, im oberen Bereich verziert mit dem Relief eines Stahlhelms vor Eichenlaub und flankiert von zwei niedrigeren Stelen. An der Vorderseite Inschriften und die Namen von Gefallenen des Ersten und Zweiten Weltkriegs.                                                                          | Kriegerdenkmal Mennewitz       |
| Merzien         | Erster Weltkrieg                                              | 094 70691        | 51° 45′ 10″ N, 12° 2′ 22,6″ O    | Denkmal in Form eines mit einem Eisernen Kreuz gekrönten auf einem zweistufigen Sockel stehenden Grabsteins mit Inschrift zum Gedenken an die gefallenen Soldaten des Ersten und Zweiten Weltkriegs. Gedenket der Opfer beider Weltkriege | Kriegerdenkmal Merzien         |
| Piethen         | Erster Weltkrieg                                              | 094 70220        | 51° 40′ 17,4″ N, 11° 55′ 50,2″ O | Denkmal in Form einer schlichten Stele ohne Krönung auf einem zweistufigen Sockel. Verziert mit dem Relief eines Stahlhelms, Inschriften und den Namen von Gefallenen des Ersten Weltkriegs. | Kriegerdenkmal Piethen         |
| Piethen         | Völkerschlacht bei Leipzig                                    | 094 70849        | 51° 40′ 17,4″ N, 11° 55′ 49,7″ O | Im Jahr 1913 errichtetes Denkmal in Form eines beschrifteten Feldsteins, der auf einer aus losen Feldsteinen errichteten Pyramide steht. Der Stein enthält die Inschrift: 1813 / 18. Oktbr. / 1913 | Kriegerdenkmal Piethen         |
| Priorau         | Erster Weltkrieg, Zweiter Weltkrieg                           | 094 71700        | 51° 43′ 57,4″ N, 12° 17′ 0,7″ O  | Denkmal in Form eines aufrecht auf einem Sockel stehenden Findlings mit der Inschrift ZUM GEDENKEN DER OPFER DES 1. U. 2. WELTKRIEGES, im oberen Bereich verziert mit einem Eisernen Kreuz. | Kriegerdenkmal Priorau         |
| Prosigk         | Erster Weltkrieg                                              | 094 97233        | 51° 42′ 4,2″ N, 12° 3′ 17,4″ O   | Denkmal in Form eines auf einem Sockel aus Lesesteinen aufrecht stehenden Findlings, verziert mit einem aufgesetzten Eisernen Kreuz aus Metall und einer davor stehenden Tafel mit den Namen von Gefallenen des Ersten Weltkriegs. An der Vorderseite ist eine steinerne Bank integriert.                                                                     | Kriegerdenkmal Prosigk         |
| Raguhn          | Erster Weltkrieg                                              | 094 71715        | 51° 42′ 43″ N, 12° 17′ 29,3″ O   | Denkmal aus Betonwerkstein in Form eines Halbrunds mit sechs auf einem Sockel stehenden Pfeilern. Zwischen den Pfeilern stehen fünf Tafeln mit Inschriften und Namen von Gefallenen sowie der des Architekten Pohle. Im Jahr 2023 restauriert. | Kriegerdenkmal Raguhn          |
| Riesdorf        | Erster Weltkrieg, Zweiter Weltkrieg                           | 094 70240        | 51° 41′ 31,2″ N, 12° 6′ 34,2″ O  | Denkmal in Form einer Stele auf einem mehrstufigen Sockel gekrönt von einer Taube. An allen vier Seiten der Stele sind Gedenktafeln eingelassen mit Inschriften und den Namen von Gefallenen und Vermissten. | Kriegerdenkmal Riesdorf        |
| Riesdorf        | Völkerschlacht                                                | 094 70256        | 51° 41′ 32,8″ N, 12° 6′ 33,1″ O  | Denkmal in Form eines aufrecht stehenden Findlings auf einem Sockel aus in Zementmörtel gebundenen kleinen Findlingen und Feldsteinen mit den Jahreszahlen 1813 und 1913. Errichtet zum 100-jährigen Gedenken an die Völkerschlacht bei Leipzig. | Kriegerdenkmal Riesdorf        |
| Sandersdorf     | Erster Weltkrieg                                              | 094 95191        | 51° 37′ 36,6″ N, 12° 16′ 0,5″ O  | Denkmal in Form einer Stele auf einem mit vier Blendsäulen flankierten Postament mit Gesims auf Sockel, gekrönt von einem Eisernen Kreuz. An allen vier Seiten der Stele sind Gedenktafeln aus poliertem Granit eingelassen mit verwitterten Inschriften und den Namen von Gefallenen.                                                                        | Kriegerdenkmal Sandersdorf     |
| Schierau        | Erster Weltkrieg                                              | 094 80977        | 51° 44′ 51″ N, 12° 17′ 1″ O      | Denkmal in Form eines grob behauenen aufrecht stehenden Findlings, im oberen Bereich mit einem Eisernen Kreuz und an der rechten Seite mit einem Dolch vor Eichenlaub verziert. Auf dem Gedenkstein Namen von Gefallenen des Ersten Weltkriegs. Vor dem Stein später ergänzt um die Opfer des Zweiten Weltkriegs.                                             | Kriegerdenkmal Schierau        |
| Susigke         | Völkerschlacht, Deutsch-Französischer Krieg, Erster Weltkrieg | 094 70755        | 51° 49′ 55″ N, 12° 4′ 10,1″ O    | Denkmal bestehend aus einer Stele auf einem mehrstufigen Sockel mit rundum angebrachten Gedenktafeln, gekrönt von einer Schmuckurne oder Zier-Deckelvase mit aufgesetzten Eisernen Kreuz. Auf den Gedenktafeln eine Inschrift sowie die Namen von Gefallenen der verschiedenen Kriege.                                                                        | Kriegerdenkmal Susigke         |
| Thalheim        | Erster Weltkrieg                                              | 094 96533        | 51° 39′ 5,1″ N, 12° 13′ 44,3″ O  | Bestehend aus einer Stele auf einem gestuften Sockel vor einem halbrunden Rondell. Die Stele gedenkt den Gefallenen des Ersten, das Rondell den Gefallenen und Vermissten des Zweiten Weltkriegs. Das Rondell besitzt sechs Gedenktafeln und wird rechts und links durch jeweils einen Pfeiler aus poliertem Granit begrenzt.                                 | Kriegerdenkmal Thalheim        |
| Weißandt-Gölzau | Völkerschlacht                                                | 094 70940        | 51° 40′ 17,6″ N, 12° 4′ 7,4″ O   | Im Jahr 1913 errichtetes Denkmal bestehend aus einem schlichten aufrecht stehenden Findling aus Porphyr, verziert mit einem Eisernen Kreuz und der Inschrift 18.X. 1813.1913. Nach dem Zweiten Weltkrieg zunächst vergraben, in den 1990er Jahren wieder aufgestellt.                                                                                         | Kriegerdenkmal Weißandt-Gölzau |
| Wieskau         | Erster Weltkrieg                                              | 094 18083        | 51° 38′ 54,1″ N, 11° 56′ 5,2″ O  | Denkmal in Form eines auf einem Sockel stehenden Grabsteins, im oberen Bereich mit dem Relief eines Eisernen Kreuzes und Eichenlaub, darunter eine Tafel mit der Inschrift: Unseren im Weltkriege Gefallenen und den Namen von Gefallenen des Ersten Weltkriegs.                                                                                              | Kriegerdenkmal Wieskau         |
| Zschepkau       | Erster Weltkrieg                                              | 094 95447        | 51° 39′ 16,5″ N, 12° 11′ 32″ O   | Denkmal in Form einer auf einem mehrstufigen bepflanzten Sockel stehenden Stele mit einem mit Fries verzierten Aufsatz. Seit 1956 von einer Kugel gekrönt. Die ursprüngliche Krönung war ein Eisernes Kreuz, das 1945 bei einem Bombenangriff beschädigt wurde.                                                                                               | Kriegerdenkmal Zschepkau       |
| Zscherndorf     | Erster Weltkrieg                                              | 094 96608        | 51° 36′ 38,6″ N, 12° 16′ 7,8″ O  | Denkmal in Form eines auf einem Postament stehenden Monoliths gekrönt von einem Stahlhelm. Der Gedenkstein geht jeweils rechts und links in flankierende Steinbänke über, die ihrerseits jeweils von einem Stein, der von einer in einem Kranz ruhenden Kugel gekrönt wird, begrenzt werden.                                                                  | Kriegerdenkmal Zscherndorf     |